# Milo Campanale
Milo Campanale (født 23. september 2002 i Amsterdam, Holland) er en dansk skuespiller.
Milo Campanale er opvokset i København.
Han havde i 2016 en hovedrolle som Louis i DR Ultra-serien "Mit 50/50 liv". Han har siden haft en birolle som Johan i Netflix-spillefilmen "Kærlighed for voksne" og en bærende rolle som Kasper i Netflix-serien "Nisser".

## Filmografi

### Film
| År   | Film                 | Rolle  | Andre noter |
| ---- | -------------------- | ------ | ----------- |
| 2022 | Kærlighed for voksne | Johan  |             |
| 2023 | Jomfruer fra rummet  | Buller |             |